# コーラルスプリングス (フロリダ州)
コーラルスプリングス（英: Coral Springs）は、アメリカ合衆国フロリダ州のブロワード郡にある都市。人口は13万4394人（2020年）。フォートローダーデールの北西32キロメートルに位置している。広域では南フロリダ都市圏に属している。
コーラルスプリングス市はマスタープランで計画された都市であり、当時はウェスティングハウス社の一部門であるコーラルリッジ・プロパティーズ、現在のWCIコミュニティーズによって主に開発された。市の名前はこの会社が由来であるが、その他の幾つかの市名が検討され否決された後で選定された。この名前には反して、市内には泉が無い。フロリダ州の泉は中央部や北部では発見されている。
1970年代から1990年代にかけて、この歴史の浅い市は急速に成長し、10年間毎に35,000人以上が増加してきた。南フロリダの都市の中でも、市の美観を維持するために考案された厳しい法律のためもあって、特徴ある雰囲気を持っている。市の効率的財政管理によって市債の格付けが高く、全体的な住みやすさ、低い犯罪率および家族向きの方向付けによって称賛されている。

## 歴史
コーラルスプリングスは計画都市である。1963年に市制を執行する以前、この地域はヘンリー・ライアンズが1911年から1939年に掛けて購入した広さ20,000エーカー (80 km²) の湿地の一部だった。1947年に何度かハリケーンによる洪水が起こり、フロリダ州は中部南部洪水制御地区（現在は南フロリダ水管理地区）を創出した。コーラルスプリングスの町が建設された地域の大半に運河と堤防が造られた。この土地の水が制御され整地されるとその大半は豆類の農場に使われた。1952年にライアンズが死んだ後、その遺族は牛の飼育に重点を変えた。
第二次世界大戦後、南フロリダに不動産ブームが起こり、土地開発者の興味を引くことになった。コーラルリッジ・プロパティーズは既にブロワード郡内で幾つかの開発を行っており、1961年12月14日にライアンズ家から広さ3,869エーカー (15.5 km²) の土地を100万ドルで買収した。コーラルスプリングス市は1963年7月10日に認可された。新しい都市のために検討された名前には「カランビレッジ」、「ポンパノスプリングス」、「クォーターモア」などがあった。1964年までにコーラルリッジ・プロパティーズ社が住民5万人のための都市計画を策定していた。この年7月22日、536区画の住宅建築用地が初めて売りに出され、総額は160万ドルだった。同年に町を宣伝するためにランドマークとなる屋根付橋が建設された。1965年、コーラルリッジ・プロパティーズ社はライアンズ家からさらに6,000エーカー (24 km²) の土地を購入した。コーラルスプリングスの総面積は16平方マイル (41 km²) にまで増えた。最初の市政選挙は1967年に行われた。
市は急速な人口増加に対応して、20世紀最後の30年間に19の公立学校、1つの地域ショッピング・センターおよび複数の公園を建設した。1986年にソーグラス・イクスプレスウェイが建設されたことで成長に拍車が掛かった。1990年代には博物館や劇場が開館した。2003年には住宅用地の完売に達した。また商業用地も完売に大変近くなった。
コーラルスプリングス市は伝統的に犯罪率が低かったが、1990年代に10代ギャングの暴力が新聞の見出しになり、喧嘩や殺人が報告された。1995年には暴力も下火になり、市は以前の平和な都市に戻った。
2006年の雑誌「マネー」による全米で住みたい都市の27位にランクされ、2007年のモーガン・クイットノーによる全米で安全な都市評価では第10位に挙げられた。またアメリカズ・プロミスによる「若者にとっての都市100傑」賞を何度も受賞しており、2008年には3回受賞したグループに入れられた。2007年、マルコム・ボルドリッジ経営品質賞を受けたが、これは国内の州や自治体の中では初めてのことになった。
2010年、CNNMoney.comがアメリカ合衆国で住みたい場所の44位にコーラルスプリングスを挙げた。

## 地理と気候
コーラルスプリングスは北緯26度16分14秒 西経80度15分33秒 / 北緯26.27056度 西経80.25917度に位置する。
アメリカ合衆国国勢調査局による報告では、市域全面積は23.93平方マイル (62.0 km²) で、このうち陸地が22.2平方マイル (57.5 km²) であり、水域は1.91平方マイル (4.9 km²)、水域率は8.0%である。北はパークランド、東はココナッツクリーク、南東はマーゲイトとノースローダーデール、南はタマラックの各市と接している。西はエバーグレーズが拡がっている。

### 市の景観

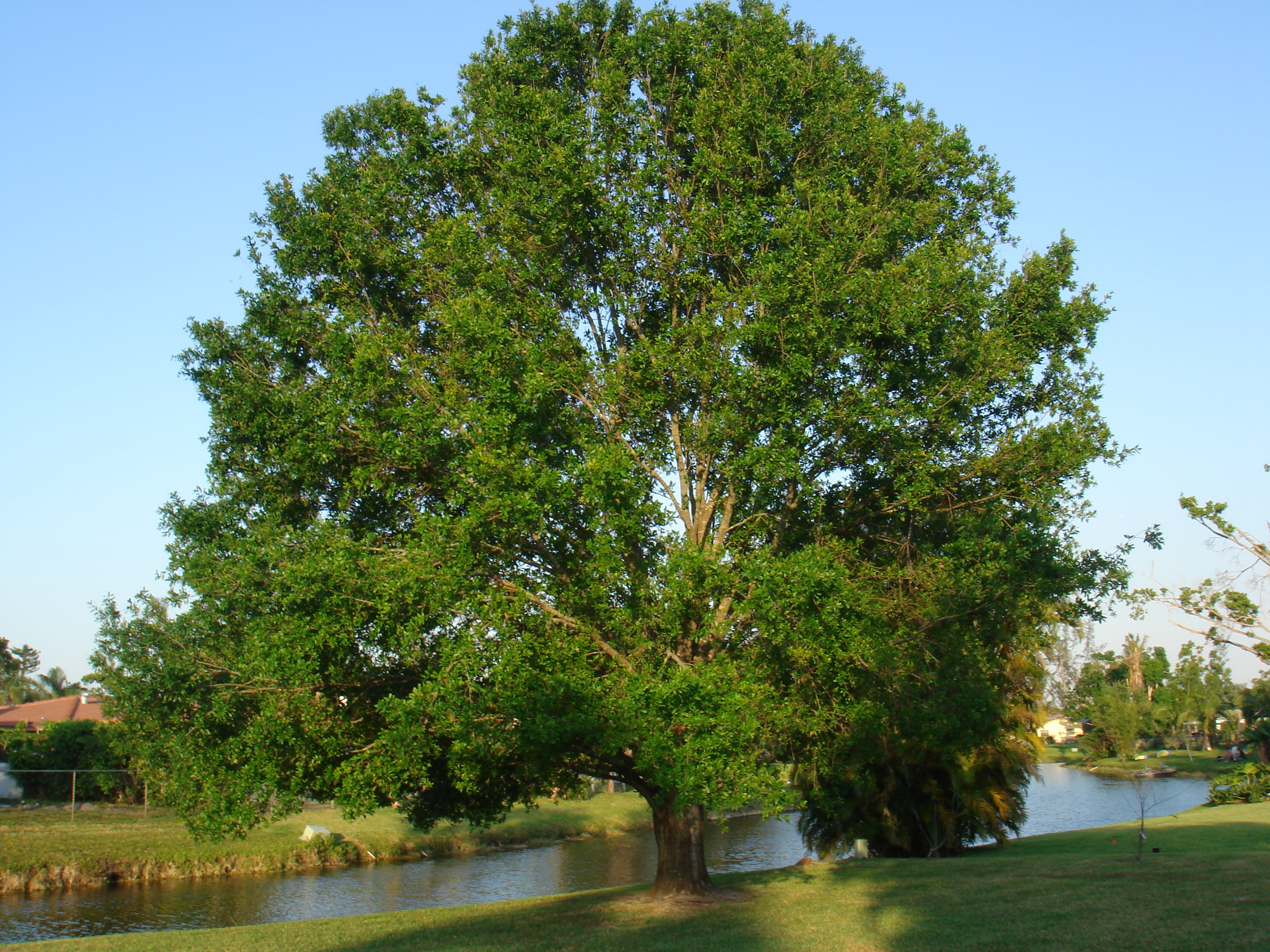
コーラルスプリングスの運河

コーラルスプリングスはスプロール現象が起こっている町であり、高い建物や目立つ建物はほとんどない。市内で最も高い建物は12階建て集合住宅（カントリークラブ・タワー）であり、他に市の主要道路の1つであるユニバーシティ・ドライブ沿いにある3つのオフィスビルを含め10階建て以上の建物が5棟ある。その他の高い建物はプレファード・イクスチェンジ・タワー（元々はコーラルスプリングス銀行ビル）、210タワー、バンクオブアメリカセンターおよびブライアーウッド・タワーである。
景観や看板に関してコーラルリッジ・プロパティーズ社が市のために厳格な法令を提案した。ボードゲーム「Trivial Pursuit」の初版にあった質問では、マクドナルドの市内1号店には特徴あるゴールデンアーチが無いことを取り上げていた。商業看板に関する規制、 外部塗装色、屋根の材料、RV車やボートの保管方法、および景観に関する細かい規定 が全て強制されている。その結果、市内の不動産価値は郡全体と比較して著しく高くなっている。2006年、市内の一戸建て家屋の価格の中央値は415,000ドルであるのに対し、郡内の中央値は323,000ドルである。
コーラルスプリングス中心街は現在大きな再開発計画が進行中であり、その費用は7億ドルに近いと見積もられている。この計画は市の中核を再活性化させるためのものであり、屋外型ショッピングと娯楽の中心として"ザ・ウォーク"の建設で始まり、2007年4月にオープンした"ワン・チャーター・プレース"の建設が続いた。これによって再開発された中心街には事務所、小売店および床面積約278,000 m²の新しい市政府センターが入り、また約1,000戸の家屋と1軒の新しいホテルができた。
コーラルスプリングス市の公園・レクリエーション部は水上公園やスケート公園など50か所以上の公園を運営しており、総面積は2.7 km²に及んでいる。市内最大の公園は面積0.28 km²のマリンズ公園である。市内にある自然保護地域4か所のうち、最大のものは面積0.15 km²のサンディリッジ・サンクチュアリである。

### 気候
例年、4月から9月は雨量が多く、1月と2月が最も少ない。1月と2月の平均降水量は2.8インチ (71 mm) であり、6月は7.3インチ (185 mm) である。ハリケーンシーズンは6月から11月であり、9月が最も発生確率の高い月である。コーラルスプリングスの町ができてから最も強力なハリケーンは、2005年のハリケーン・ウィルマであり、ハリケーンの目が市の真上を通過した。「2004年から2005年にコーラルスプリングス市を襲った多くのハリケーンや暴風雨、特にハリケーン・ウィルマの結果として、市内の樹冠カバー率は約3分の1にまで減少した」と推計されている。
| コーラルスプリングスの気候        | コーラルスプリングスの気候 | コーラルスプリングスの気候 | コーラルスプリングスの気候 | コーラルスプリングスの気候 | コーラルスプリングスの気候 | コーラルスプリングスの気候 | コーラルスプリングスの気候 | コーラルスプリングスの気候 | コーラルスプリングスの気候 | コーラルスプリングスの気候 | コーラルスプリングスの気候 | コーラルスプリングスの気候 | コーラルスプリングスの気候 |
| 月                                | 1月                        | 2月                        | 3月                        | 4月                        | 5月                        | 6月                        | 7月                        | 8月                        | 9月                        | 10月                       | 11月                       | 12月                       | 年                         |
| --------------------------------- | -------------------------- | -------------------------- | -------------------------- | -------------------------- | -------------------------- | -------------------------- | -------------------------- | -------------------------- | -------------------------- | -------------------------- | -------------------------- | -------------------------- | -------------------------- |
| 最高気温記録 °C （°F）            | 32 (90)                    | 32 (90)                    | 33 (92)                    | 38 (100)                   | 37 (99)                    | 38 (100)                   | 38 (101)                   | 37 (99)                    | 37 (99)                    | 36 (97)                    | 34 (94)                    | 32 (89)                    | 38 (101)                   |
| 平均最高気温 °C （°F）            | 24 (76)                    | 25 (77)                    | 27 (80)                    | 28 (83)                    | 31 (87)                    | 32 (90)                    | 33 (92)                    | 33 (92)                    | 33 (91)                    | 31 (87)                    | 28 (82)                    | 26 (78)                    | 29 (85)                    |
| 平均最低気温 °C （°F）            | 14 (58)                    | 14 (58)                    | 17 (62)                    | 19 (66)                    | 22 (71)                    | 23 (74)                    | 24 (75)                    | 24 (75)                    | 23 (74)                    | 22 (71)                    | 19 (66)                    | 16 (61)                    | 20 (68)                    |
| 最低気温記録 °C （°F）            | −4 (25)                    | −6 (21)                    | 0 (32)                     | 6 (42)                     | 10 (50)                    | 4 (40)                     | 16 (61)                    | 16 (61)                    | 14 (57)                    | 7 (44)                     | 2 (36)                     | −2 (28)                    | −6 (21)                    |
| 降水量 mm （inch）                | 70.6 (2.78)                | 70.1 (2.76)                | 76.2 (3.00)                | 86.4 (3.40)                | 145.5 (5.73)               | 185.7 (7.31)               | 150.9 (5.94)               | 175.5 (6.91)               | 178.1 (7.01)               | 145.5 (5.73)               | 107.7 (4.24)               | 62.5 (2.46)                | 1,454.7 (57.27)            |
| 出典：Weather Channel August 2010 |                            |                            |                            |                            |                            |                            |                            |                            |                            |                            |                            |                            |                            |

## 人口動態
以下は2006年の推計データである。
| 基礎データ - 人口: 138,021人 - 世帯数: 44,315世帯 - 家族数: 35,928家族 - 人口密度: 2,228.7人/km2（5,772.5人/mi2） - 住居数: 47,561軒 - 住居密度: 768.0軒/km2（1,989.2/mi2） 人種別人口構成 - 白人: 75.6% - アフリカン・アメリカン: 12.7% - ネイティブ・アメリカン: 0.2% - アジア人: 4.4% - 太平洋諸島系: 0.2% - その他の人種: 4.2% - 混血: 2.7% - ヒスパニック・ラテン系: 24.5% 年齢別人口構成 - 18歳未満: 27.8% - 18-24歳: 10.5% - 25-44歳: 26.0% - 45-64歳: 28.8% - 65歳以上: 6.8% - 年齢の中央値: 35.7歳 - 性比（女性100人あたり男性の人口） - 総人口: 93.5 - 18歳以上: 85.7 | 世帯と家族（対世帯数） - 18歳未満の子供がいる: 43.2%（19,151世帯） - 結婚・同居している夫婦: 60.6%（26,875世帯） - 未婚・離婚・死別女性が世帯主: 17.3%（7,663世帯） - 非家族世帯: 18.9%（8,387世帯） - 単身世帯: 13.4%（5,922世帯） - 65歳以上の老人1人暮らし: 3.2%（1,408世帯） - 平均構成人数 - 世帯: 3.11人 - 家族: 3.45人 収入と家計 - 収入の中央値 - 世帯: 69,808 米ドル - 家族: 76,106米ドル - 性別 - 男性: 47,427米ドル - 女性: 34,920米ドル - 人口1人あたり収入: 29,285米ドル - 貧困線以下 - 対人口: 7.3% - 対家族数: 5.8% - 18歳未満: 11.1% - 65歳以上: 2.1% |

2000年時点で、第1言語として英語を話すのは住民の74.64％である。その他の言語としてはスペイン語15.01％、フランス語系クレオール語2.16％、ポルトガル語1.41％、フランス語1.09％およびイタリア語0.84％がある。
2000年時点で、市民の2.1％はハイチ生まれだった。2.05％はコロンビア生まれ、1.72％はキューバ生まれだった。

## 市政府とインフラ
コーラルスプリングスは市政委員会・シティマネジャー方式を採用しており、市政委員会と呼ばれる立法府に全ての統治権を委ねている。市政委員会は5人の委員で構成され、そのうち1人が市長に、1人が副市長になる。市長と副市長は2年任期であり、委員は4年任期である。選挙は無党派で行われ、候補者は特定政党の指示を表明してはならない。委員会の役割は条令や決議案を可決すること、規制を採用すること、シティマネジャーを含め市職員を指名することである。市長は市政委員会の議長を務め、シティマネジャーは市政府の管理の長となり、全ての部局の管理に責任を持つ。市政委員会は2週間おきに定期会合を開いている。2008年時点の市長はスコット・J・ブルックである。
フロリダ州議会では、上院の第32、および下院の第95、96、97選挙区に属している。連邦議会下院ではフロリダ州第19および第22選挙区に属している2010年時点では全て民主党議員が務めている。
市内のバスは市政府が無料で運行している。地域交通はブロワード郡が運行している。最も近い空港は南東27マイル (43 km) にあるフォートローダーデール・ハリウッド国際空港である。市内唯一の自動車専用道路はソーグラス・イクスプレスウェイ（州道869号線）であり、市の北縁と西縁を通っている。主要道路としてはアトランティック・ブールバード（州道814号線）、ユニバーシティ・ドライブ（州道817号線）およびサンプル道路（州道834号線）がある。
市内の医療はブロワード郡健康管理地区が管轄し、200床のコーラルスプリングス医療センターがある。この病院は健康管理組織認定共同委員会から100点満点の99点の評価を受け、調査対象9,000病院の上位2％に入っている。
市の上水は南フロリダの主要上水源であるビスケイン帯水層から供給されている。市内には、コーラルスプリングス市水道地区、コーラルスプリングス改良地区、ノーススプリングス改良地区およびロイヤルユーティリティという4つの水道管理地区がある。南フロリダ水管理地区が地元住民に対して洪水制御と上水供給制御、渇水対策制御を行い、必要なときは給水制限を割り当てている。一般ゴミの収集と廃棄はウェイスト・マネジメント社が行っている。電力はフロリダ・パワー・アンド・ライト社が配電している。

## 経済

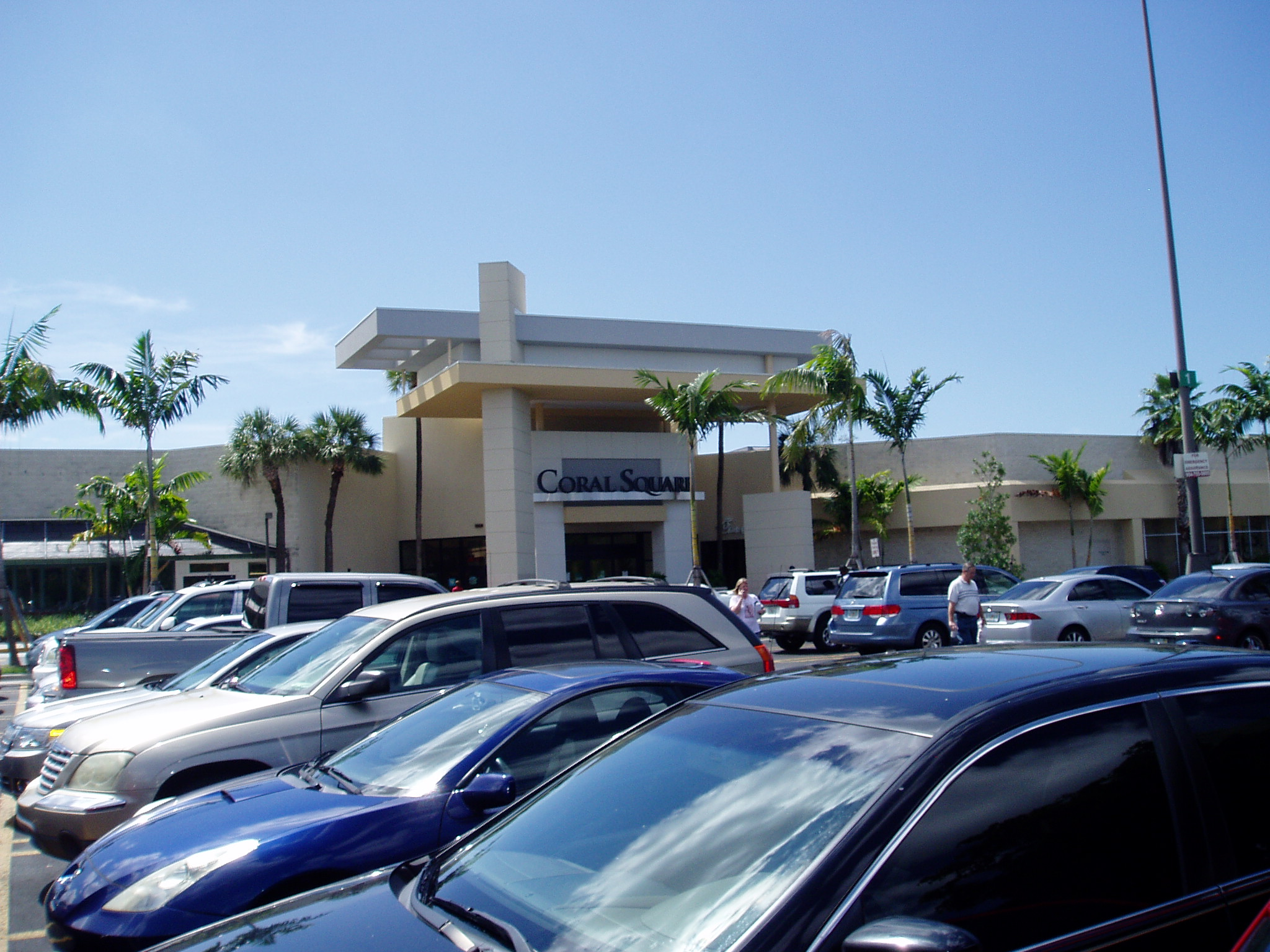
コーラルスクエア

16歳以上の住民の中で72.6％は労働力である。このうち95％が被雇用者、5％が失業者である。39.5％は管理、専門職とこれに関連する職、32.9％は販売・事務職、12.8％はサービス業、7.6％は建設、石油掘削、保守業、7％は製造、運輸物流業、0.1％が農業、漁業、林業に携わっている。分野を見ると、17.6％は教育、医療および社会事業、16.1％は小売業、12.9％は専門職、科学、経営、管理、および廃棄物管理、10.1％は財務、保険、不動産、および賃貸業、8.2％は芸術、娯楽、レクリエーション、ホテル、食事に関する業、7.0％は製造業、6.6％は建設業、5.0％は卸売業、4％は運輸、倉庫と公共事業、4.9％はその他サービス（公共事業を除く）、3.7％は情報産業、3.6％は公衆管理、0.2％が農業、林業、漁業、狩猟業および鉱業となっている。労働者の85.2％は民間部門で働いており、9.6％が政府、5％が自営業、0.3％は無給家庭内労働者である。通勤用手段は81.5％が自家用車と圧倒的に多く、11.2％はカープールを利用し、7.4％がその他の手段を使っている。
格付け会社フィッチ、ムーディーズ、およびスタンダード&プアーズ のレーティングスでは、コーラルスプリングス市債を"AAA"に信用格付けしている。スタンダード&プアーズは2004年の報告書で「活発な地域経済で水準以上の裕福さがあり、常に失業率が低い」としており、市の管理状態を称賛した。2004年、市の工業と商業の基盤は市の評価額の24％を構成しており、10年前よりも50％上昇した。市の課税率は3.8715 ミルであり、ブロワード郡の人口7万人以上の都市では最低である。
コーラルスプリングス市はその管理の優秀さでフロリダ州スターリング賞を2回受けた。ファースト・データとアライアンス・エンタテインメントの2社が市内企業パークに事務所を構える最大企業である。ABBアセア・ブラウン・ボベリとロイヤル・プラスティック・グループも系列企業の本社を置いている。市内最大のショッピングセンターはコーラル・スクエアであり、1984年開業、売り場床面積945,000平方フィート (87,700 m²)、120店以上の小売店が入っている。プレファード・イクスチェンジ・タワーが市内で最も高いオフィスビルであり、10階建て、床面積203,000平方フィート (18,800 m²) である。

## 教育
アメリカ合衆国国勢調査局が行った2005年アメリカのコミュニティ調査に拠れば、コーラルスプリングス市の25歳以上の成人の39.2％は学士号を持っており、全国平均の27.2％よりかなり高い。また91.7％は高校を卒業しており、これも全国平均の84.2％より高い。
2006年時点で市内には29,900人の児童・生徒がいた。3つあるチャーター・スクールも初等教育と中等教育を提供している。高等教育機関としては、バリー大学、ノバ・サウスイースタン大学およびブロワード・コミュニティ・カレッジ（コーラルスプリングス・チャーター・スクールとの協業）がある。
公立の初等・中等教育はブロワード郡公立学校教育地区が管轄している。この教育学区は市内の高校3校、中学校4校、および小学校12校を運営している。ランブルウッド小学校は2006年にその成果に対してフロリダ州スターリング賞を受賞した。2008年、フロリダ州教育省は、フロリダ州包括的理解度試験の結果を基に、コーラルスプリングス高校を除く市内の全ての公立学校をグレード"A"表彰した。コーラルスプリングス高校はグレード"B"だった。2009年の同試験でも1校を除き全小学校、中学校、チャーター・スクールがグレード"A"だった。ブロワード・コミュニティ・チャータースクール西校のみがグレード"B"だった。

## スポーツ

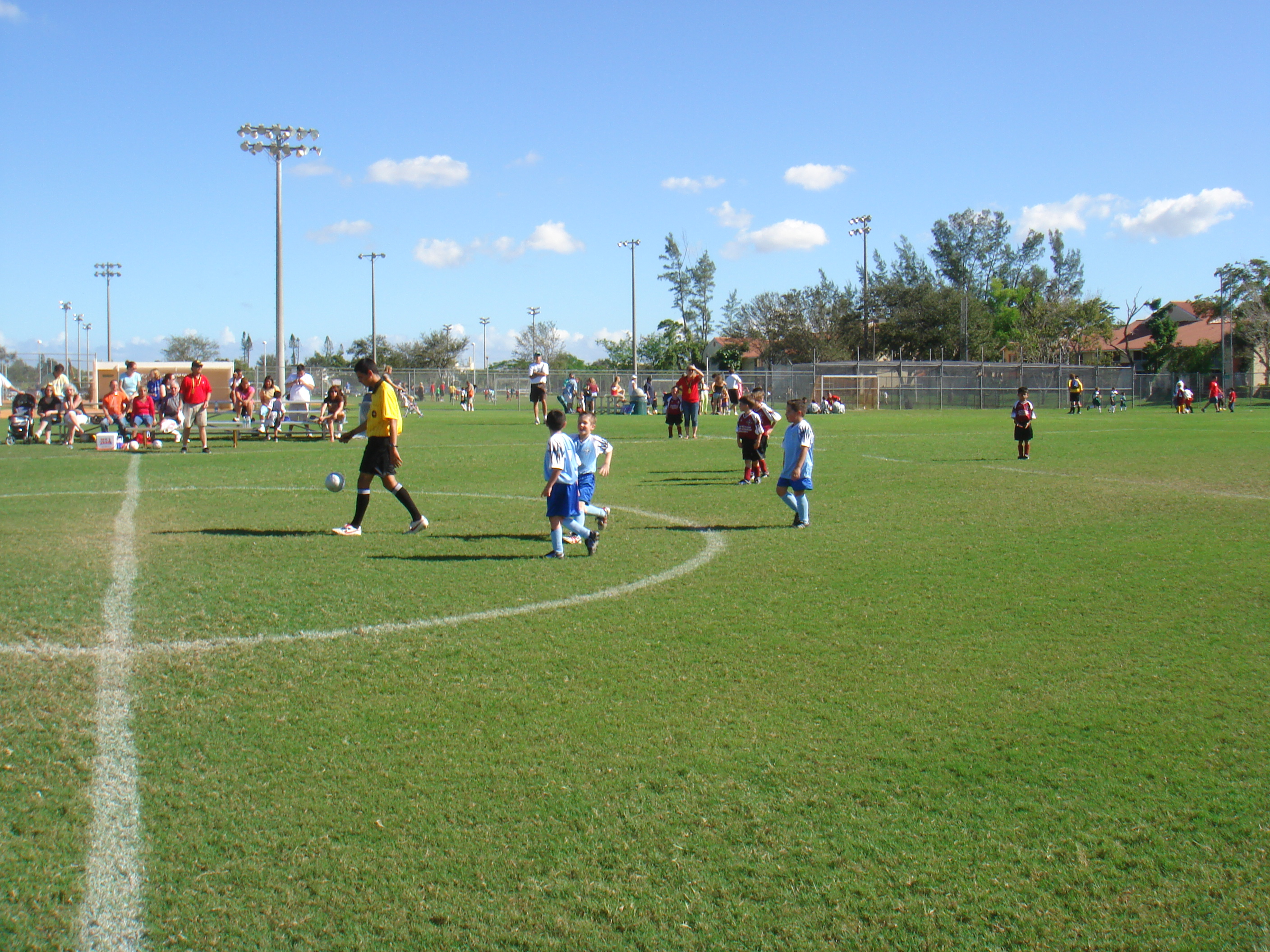
コーラルスプリングス・ユースサッカーリーグの試合、サイプレス公園

コーラルスプリングスにはプロスポーツのチームは無いが、25以上のアマチュアスポーツのリーグがある。コーラルスプリングス・ユースサッカーは2006年のシーズンでは、年齢と性別で分けた20のリーグに284チーム、3,300人の選手がいる。ホンダ・クラシック・ゴルフ・トーナメントが1984年から1991年と1996年にTPCアット・イーグル・テラスで、続いて1997年から2002年にはTPCアット・ヘロンベイで開催された。短期間ではあったがユナイテッドサッカーリーグに所属したプロのサッカークラブ、コーラルスプリングス・キックズが市を本拠にしていた。
地域のスポーツプレックスにはジョギング道路、水泳場、テニスコート、アイスリンクおよびドッグランがある。NHLに所属するアイスホッケーのフロリダ・パンサーズはスポーツプレックスの一部であるインクレディブルICEでホームゲームを行いまた練習の多くも行っている。男子プロテニス協会のインターナショナルシリーズ男子テニストーナメントである国際テニス選手権が1993年から1998年までスポーツプレックスで開催された。
コーラルスプリングス出身のスポーツ選手には、メジャーリーグサッカーのスティーブン・ハーズマン、NFLアメリカンフットボールのダン・モーガン、トッド・ワイナー、ダリアス・バトラー、スティーブ・ハッチンソンおよびコディ・ブラウンがいる。NCAA全米大学体育協会の選手としては、陸上競技短距離走のウォルター・ディックス、フロリダ・アトランティック大学野球のロビー・ウィドランスキー、およびノートルダム大学アメリカンフットボールのサム・ヤングがいる。
2008年北京オリンピックに出場しコーラルスプリングス出身または在住の選手としては、ビーチバレーで金メダルのミスティ・メイトレーナー、水泳で銀メダルのダラ・トーレス（隣接するパークランドに住んでいるがコーラルスプリングスで練習している）、および短距離走で銅メダルのウォルター・ディックスがいる。

## メディアと文化
コーラルスプリングスは全米で20番目に大きなラジオ市場であり、7番目に大きなテレビ市場であるマイアミ・フォートローダーデール・ハリウッド・メディア市場に属している。主要な日刊紙は「サンセットライン」と「ザ・マイアミ・ヘラルド」であり、スペイン語版では「エル・センティネル」と「エル・ヌエボ・ヘラルド」がある。
市内では「コーラススプリングス・フォーラム」と「アワー・タウンニューズ」という2つの週刊新聞も発行されている。どちらも地元の問題や人情話を掲載している。「コーラススプリングス・フォーラム」は1971年に地元の高校生が創刊し、その卒業後には住民に販売された。後にその会社はトリビューン社の系列である「サウスフロリダ・サンセンティネル」の発行者になった。
コーラススプリングス芸術センターは1990年に開館した。当初は体育館として計画され、1996年に400万ドルを掛けた改装が行われて1,471席の劇場になった。この劇場では、ポピュラーショーや毎年のブロードウェイシリーズが公演されている。床面積8,000平方フィート (743 m²) のコーラススプリングス美術館は多くの小展示会を開催し、地元社会の美術教室やプログラムに力を入れている。市内にはブロワード郡全体の図書館システムに属する公共図書館であるノースウェスト地域図書館がある。バンドの「ニュー・ファウンド・グローリー」はコーラススプリングス出身であり、市内で結成された。

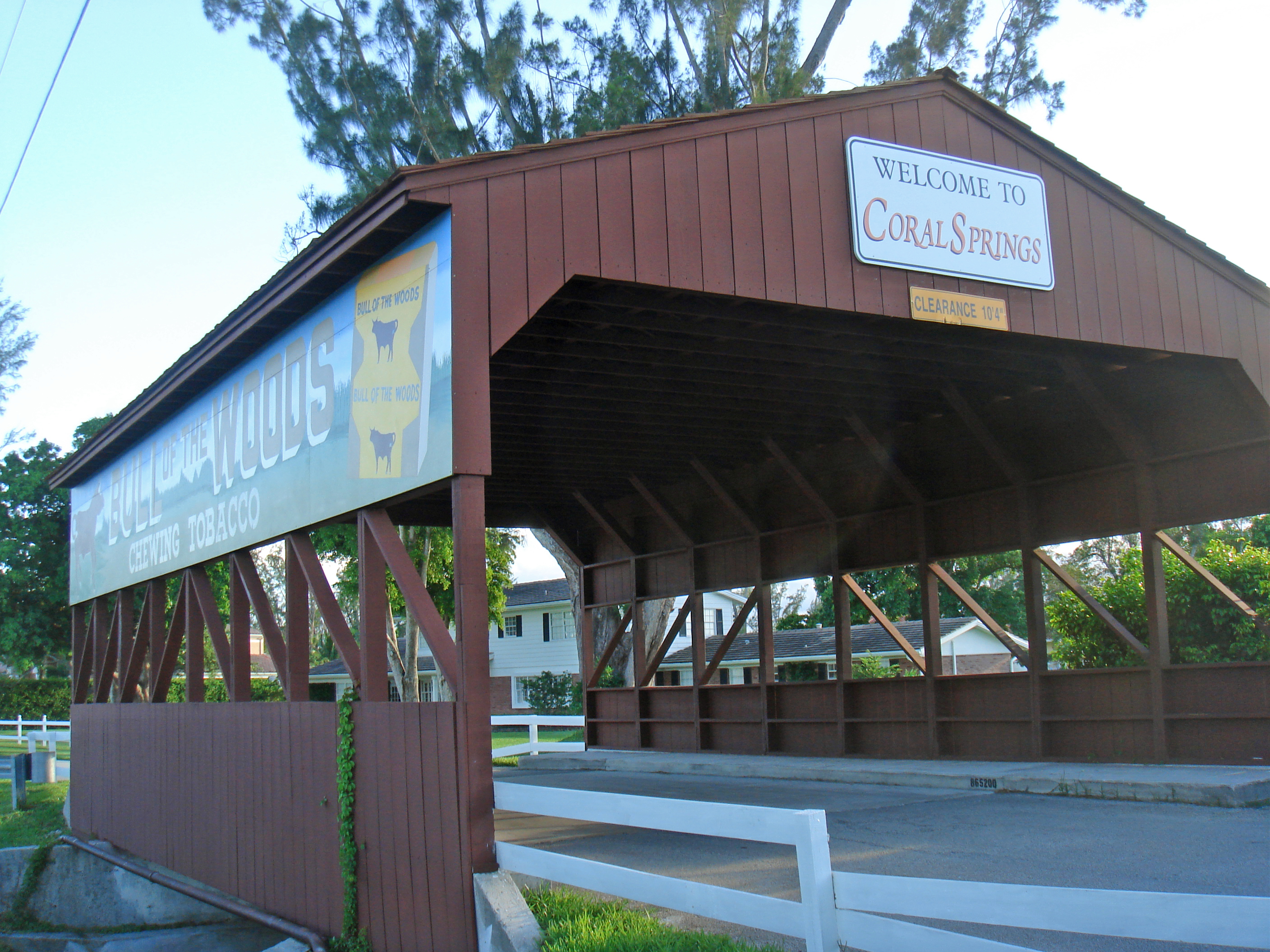
屋根付橋、市内初の恒久的建築物

「アワータウン」祭は1979年以降継続して開催されている。最初はコーラススプリングス商工会議所が後援し、1997年以降は非営利団体が振興している。この祭では自動車ショー、ミス・コンテストが開催され、遊園地の乗り物が出る。1984年には10万人以上、1990年には20万人以上の観客を集めた。1985年にはパレードが追加され、1994年以降はクリスマスシーズンの別の行事に移された。
そのほかにヒスパニック系の文化を祝う「フィエスタ・コーラススプリングス」や芸術祭 など一年中祭が開催されている。1988年7月10日、コーラススプリングス市制25周年記念パーティでは「最大のハンバーガーとミルクセーキ」でギネス・ワールド・レコーズができた。最大のハンバーガーは直径26フィート (7.9 m)、重さ5,063ポンド (2,294 kg) だった。この記録は1年間以上も続いた。
コーラルスプリングスにはフロリダ州の歴史史跡に指定される所が2か所ある。屋根付橋は1964年に建設されたときに、市内初の恒久的建築物になった。長さ40フィート (12 m) の鋼製橋であり、フロリダ州では唯一公的な通行権がある屋根付橋である。アメリカン・スナフ社がこの構造を古びて見せるために橋の側面に2つの歴史的なデザインを施した。この屋根付橋はコーラルスプリングス市の市章にも取り入れられている。コーラルスプリングス歴史博物館は不動産販売事務所として始まった。市域の外に建設されていた1室の木造建築は市内に移転されて最初の管理ビルになった。後に初代警察署として使われ、次に国際青年会議所青年会議所のクラブハウスになった。1976年に市のごみ捨て場に移され、消防署の煙操作の訓練所として使われt。失火によって焼けた後、市民の要請で再建のためにマリンズ公園に移されることになった。1978年以降は市の歴史博物館になっている。展示物は市の歴史的遺品や模型である。

## 姉妹都市
- コスタリカ、パライーソ市